# Schildau
Schildau este un oraș din landul Saxonia, Germania.